# Planoperculina
Planoperculina es un género de foraminífero bentónico de la familia Nummulitidae, de la superfamilia Nummulitoidea, del suborden Rotaliina y del orden Rotaliida. Su especie tipo es Operculina heterostegnoides. Su rango cronoestratigráfico abarca desde el Oligoceno superior hasta la Actualidad.

## Discusión
Se ha considerado un sinónimo subjetivo posterior de Operculina.

## Clasificación
Planoperculina incluye a las siguientes especies:
- Planoperculina complanata
- Planoperculina heterosteginoides